# Państwowa Szkoła Muzyczna I i II stopnia im. Ignacego Jana Paderewskiego w Stalowej Woli
Państwowa Szkoła Muzyczna I i II stopnia im. Ignacego Jana Paderewskiego w Stalowej Woli – szkoła muzyczna z siedzibą w Stalowej Woli. Prowadzi działalność w zakresie nauczania na poziomie I stopnia oraz II stopnia.

## Historia
Państwowa Szkoła Muzyczna rozpoczęła swoją działalność w 1951 roku, jako Państwowe Ognisko Muzyczne, pierwotnie mieszczące się przy ulicy 1-go maja w Stalowej Woli. W roku 1958 powołano Komitet Budowy Szkoły Muzycznej. Placówkę przekształcono w 1966 roku w Szkołę Muzyczną I stopnia. Szkołę przeniesiono do obecnego budynku przy ulicy Narutowicza 11 18 stycznia 1964 roku. W 1975 r. powołano Państwową Szkołę Muzyczną II stopnia. W 1990 roku nadano szkole imię Ignacego Jana Paderewskiego.
Szkoła prowadzi szeroką działalność koncertową, organizując liczne koncerty, festiwale i konkursy, w tym Ogólnopolski Festiwal Akordeonowych Zespołów Kameralnych czy Międzynarodowy Konkurs im. Janiny Garści. Współpracuje również z różnymi instytucjami muzycznymi w Polsce i za granicą. Od 2014 roku dyrektorem szkoły jest Maciej Witek.

## Struktura organizacyjna
Szkoła prowadzi zajęcia w klasach: fortepianu, skrzypiec, altówki, wiolonczeli, kontrabasu, gitary, akordeonu, fletu, klarnetu, trąbki, puzonu, waltorni, saksofonu, perkusji.
- PSM I stopnia[5]:
  - cykl dziecięcy (6-letni)
  - cykl młodzieżowy (4-letni)
- PSM II stopnia[5]:
  - wydział instrumentalny (6-letni)
  - wydział wokalny (4-letni)

## Absolwenci
Do absolwentów szkoły należy m.in. Maciej Zakościelny, polski aktor filmowy, telewizyjny i teatralny.